# Clibanarius infraspinatus
Clibanarius infraspinatus is een tienpotigensoort uit de familie van de Diogenidae. De wetenschappelijke naam van de soort is voor het eerst geldig gepubliceerd in 1869 door Hilgendorf.